# Reinhold Käser
Reinhold Käser (* 15. Januar 1910 in Zollbrück; † 29. Juni 1981 in Bern; heimatberechtigt in Melchnau) war ein Schweizer Arzt und bedeutende Person der Schweizer Armee. Er amtierte von 1956 bis 1960 als Chefarzt des Schweizerischen Roten Kreuzes und von 1960 bis 1973 als Oberfeldarzt der Armee.

## Leben
Käser besuchte das Gymnasium in Bern und studierte danach an den Universitäten in Genf, Zürich, Kiel und Bern. 1935 absolvierte er das Staatsexamen und 1936 wurde er zum Dr. med. promoviert. Seine fachliche Weiterbildung erhielt er in Bern und Basel. Ab 1941 führte er als Ohren-, Nasen- und Halsarzt eine Praxis in Solothurn und gründete zudem eine Spezialabteilung am Bürgerspital für Ohren-, Nasen- und Halskrankheiten. Von 1943 bis 1960 unterhielt er eine Praxis in Bern, daneben arbeitete er operativ am Lindenhofspital und am Spital Langnau im Emmental. Im Dezember 1955 wählte der Schweizerische Bundesrat Käser zum nebenamtlichen Rotkreuzchefarzt (Chefarzt des Schweizerischen Roten Kreuzes). Zuvor hatte er (nach dem Tod seines Vorgängers Paul Rynck) die Stelle bereits neun Monate lang probeweise übernommen. Er hatte sie bis 1960 inne.
Parallel dazu durchlief Käser eine militärische Laufbahn. Er wurde 1935 zum Leutnant, 1940 zum Hauptmann, 1947 zum Major, 1958 zum Oberst, 1960 zum Brigadier und 1962 zum Divisionär (damals „Oberstdivisionär“) befördert. Von 1940 bis 1944 sowie 1948 bis 1951 kommandierte er Gebirgssanität-Einheiten. Von 1952 bis 1955 wurde er als Brigadearzt bei der Gebirgsbrigade 11 eingesetzt. Von 1958 bis 1960 war er Korpsarzt und stellvertretender Oberfeldarzt. Von 1960 bis 1973 war er Oberfeldarzt der Armee als Nachfolger von Hans Meuli. Gleichzeitig war er Chef der Abteilung Sanität und ab 1962 zusätzlich Waffenchef der Sanitätstruppen. Er engagierte sich auch als Schweizer Repräsentant des International Committee of Military Medicine, wurde dessen Ehrenmitglied und ab 1971 Direktor der dort organisierten internationalen Fortbildungskurse für junge Militärärzte. Weiterhin gehörte er dem Zentralvorstand des Schweizerischen Zivilschutzverbandes an.
Von 1973 bis zu seinem Tod amtierte Käser als Präsident der Schweizerischen Ärztekommission für Notfallhilfe und Rettungswesen. In dieser Zeit wurde er Ehrenmitglied des Schweizerischen Roten Kreuzes und gehörte dessen Vorstand an. Von 1975 bis 1978 war er Chefarzt des Internationalen Roten Kreuzes IKRK. Von 1974 bis 1977 gehörte er zu der Schweizer Delegation, die an der Diplomatischen Konferenz zur Neubestätigung und Weiterentwicklung des humanitären Völkerrechts in Genf teilnahm, welche mit der Unterzeichnung von Zusatzprotokollen zu den Genfer Konventionen endete.
Die Universität Basel verlieh Käser 1973 den Ehrendoktortitel Dr. med. hc. 1974 wurde er zum Ehrenbürger von Fiesch ernannt. Im Jahr zuvor hatte er dort ein neues Militärspital eingeweiht.
Reinhold Käser starb 1981 im Alter von 71 Jahren in Bern.